# Eupithecia corticulata
Eupithecia corticulata là một loài bướm đêm trong họ Geometridae.